# Aulonocnemis elongata
Aulonocnemis elongata är en skalbaggsart som beskrevs av Ludwig Wilhelm Schaufuss 1902. Aulonocnemis elongata ingår i släktet Aulonocnemis och familjen Aulonocnemidae. Inga underarter finns listade.